# Good enough
Good enough - bli fri från din perfektionism är en självhjälpsbok av den svenska författaren Elizabeth Gummesson. Boken utgavs 2009 av Forum. Good enough utgavs hösten 2011 i Norge. Elizabeth Gummesson har också skrivit Svartsjukeakuten och Tala är guld.